# Indian River Shores
Indian River Shores és una població dels Estats Units a l'estat de Florida. Segons el cens del 2000 tenia 3.448 habitants.

## Demografia
Segons el cens del 2000, Indian River Shores tenia 3.448 habitants, 1.854 habitatges, i 1.334 famílies. La densitat de població era de 257,5 habitants/km².
Dels 1.854 habitatges en un 4,6% hi vivien nens de menys de 18 anys, en un 70,1% hi vivien parelles casades, en un 1,3% dones solteres, i en un 28% no eren unitats familiars. En el 26,8% dels habitatges hi vivien persones soles el 20,4% de les quals corresponia a persones de 65 anys o més que vivien soles. El nombre mitjà de persones vivint en cada habitatge era d'1,86 i el nombre mitjà de persones que vivien en cada família era de 2,17.
Per edats la població es repartia de la següent manera: un 4,9% tenia menys de 18 anys, un 1% entre 18 i 24, un 4,3% entre 25 i 44, un 26,9% de 45 a 60 i un 62,9% 65 anys o més.
L'edat mediana era de 69 anys. Per cada 100 dones de 18 o més anys hi havia 85,1 homes.
La renda mediana per habitatge era de 110.729 $ i la renda mediana per família de 141.952 $. Els homes tenien una renda mediana de 100.000 $ mentre que les dones 40.179 $. La renda per capita de la població era de 102.511 $. Entorn de l'1,5% de les famílies i el 2,2% de la població estaven per davall del llindar de pobresa.

## Poblacions més properes
El següent diagrama mostra les poblacions més properes.